# Dionigi Tettamanzi
Dionigi Tettamanzi, född 14 mars 1934 i Renate i Lombardiet, död 5 augusti 2017 i Triuggio i Lombardiet, var en italiensk kardinal inom Romersk-katolska kyrkan.

Tettamanzis vapensköld.

Tettamanzi prästvigdes 1957 av ärkebiskopen av Milano Giovanni Battista Montini, sedermera påven Paulus VI. År 1989 vigdes Tettamanzi till ärkebiskop av Ancona-Osimo, men överflyttades 1995 till ärkebiskopsstolen i Genua.
Vid konsistoriet den 21 februari 1998 utsågs han till kardinalpräst med Santi Ambrogio e Carlo som titelkyrka. Tettamanzi var 2002–2011 ärkebiskop av Milano.